# Сент-Китс
Сент-Ки́тс (англ. Saint Kitts), также известный как Сент-Кри́стофер (англ. Saint Christopher) — остров в архипелаге Северные Подветренные острова в Карибском море. Вместе с меньшим островом Невис образуют государство Сент-Китс и Невис.

## География

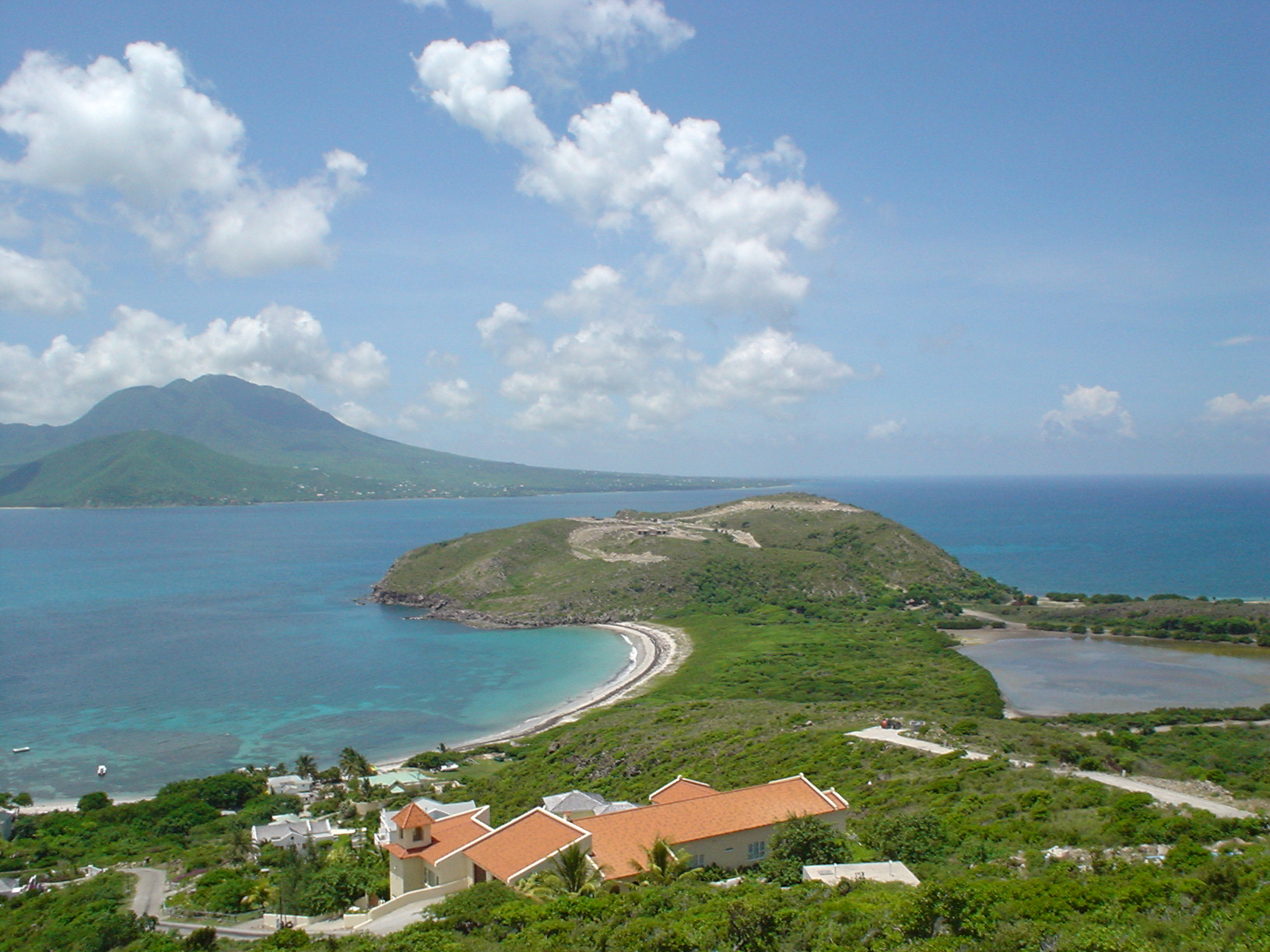
Полуостров на юго-востоке острова Сент-Китс. На заднем плане — остров Невис

Площадь 168 км², размеры 37 км на 11 км. Вытянут с северо-запада на юго-восток. Образован склонами мощного вулканического массива Лиамуига (1156 м), занимающего практически всю северную его часть, а также плоского юго-восточного полуострова, изобилующего солеными озерами, высота которого не более 22 м. Его береговая линия неровная, образующая много бухт с песчаными пляжами. Окружён коралловыми рифами. Климат тропический пассатный.
Горные склоны прорезаны многочисленными водотоками, орошающими почти весь остров за исключением юго-восточного полуострова. Растительность центральной горной части представлена тропическими дождевыми лесами. Вершины гор — лугами. Нижние части острова используются для размещения плантаций сахарного тростника и других сельскохозяйственных культур, особенно северная часть. Южные склоны более круты и по большей части покрыты густыми лесами и фруктовыми садами.
Примерно в 13 км северо-западнее Бастера находится национальный парк Бримстоун-Хилл-Фортресс.

## Административное деление
Государство Сент-Китс и Невис, которое владеет островом Сент-Китс, делится на 14 округов. Девять из них расположены на острове Сент-Китс и пять — на острове Невис:
1. Крайст-Чёрч-Никола-Таун,
2. Сент-Джон-Капистер,
3. Сент-Джордж-Бастер,
4. Сент-Мери-Кайон,
5. Сент-Питер-Бастер,
6. Сент-Пол-Капистер,
7. Сент-Томас-Мидл-Айленд,
8. Сент-Энн-Сэнди-Пойнт,
9. Тринити-Палметто-Пойнт.

## Население
Население 34 930 человек (2001), в основном потомки африканских рабов. Главный город — Бастер.
В экономике наибольший вес имеют сельское хозяйство и туризм.